# یولباشوو
یولباشوو (انگلیسی: Yulbashevo) یک شهرک در شهرستان کوگارچینسکی جمهوری باشقیرستان در کشور روسیه است.